# Stary cmentarz żydowski w Turobinie
Stary cmentarz żydowski w Turobinie – kirkut społeczności żydowskiej niegdyś zamieszkującej Turobin. Nie wiadomo dokładnie kiedy powstał, być może było to w XVII wieku. Nie wiadomo również, gdzie się dokładnie znajdował. Cmentarz został zniszczony podczas II wojny światowej i brak jest śladów dawnego przeznaczenia terenu. Zachowało się kilka macew, lecz nie wiadomo czy pochodzą one ze starego czy nowego kirkutu. Składowane są one przy miejscowym kościele.